# ماریانه زگبرشت
ماریانه زگبرشت (آلمانی: Marianne Sägebrecht؛ زاده ۲۷ اوت ۱۹۴۵) بازیگر آلمانی است.
از فیلم‌های معروف او می‌توان به فیلم‌های اروتیک، شیطان و استریکس و اوبلیکس علیه سزار اشاره کرد.